# ارمغان تاریکی
ارمغان تاریکی یک مجموعهٔ تلویزیونی به کارگردانی نویسندگی و تهیه‌کنندگی جلیل سامان است که  از ۱۶ بهمن تا ۱۶ اسفند ۱۳۸۹ از شبکه سه سیما پخش شده است.

## بازیگران
- آرش مجیدی
- امیر آقایی
- لیلا زارع
- سودابه بیضایی
- مجید مشیری
- مجید سعیدی
- حمیدرضا هدایتی
- شهین تسلیمی
- سعیده عرب
- امیر غفارمنش
- فریبرز گرم‌رودی
- آزاده ریاضی
- مریم خدارحمی
- علی ابوالحسنی
- مریم سرمدی
- ترلان پروانه
- رضا اصغری
- غزل ذوالفقاری
- فرشته آلوسی
- ساقی زینتی
- آرمان ضیایی
- فرید کلهر
- حشمت آرمیده
- فرحناز منافی ظاهر

## خلاصه داستان
این سریال به فعالیت‌های سازمان مجاهدین خلق در دهه شصت می‌پردازد.